# Paule Doyon
Pour les articles homonymes, voir Doyon.
Paule Doyon est une romancière, une auteure pour enfants, une nouvelliste, une poète et une dramaturge francophone québécoise, née à Taschereau en Abitibi, le 27 mai 1934, et morte à Shawinigan, le 2 novembre 2015. Elle a vécu la majorité de sa vie en Mauricie. Son œuvre se répartit en contes pour enfants, en romans, en récits fantastiques ou de science-fiction, en nouvelles, en recueils de poésie, œuvre dans laquelle elle fait souvent appel au monde de la mémoire et à celui du rêve.
Elle publie une trentaine de livres pour enfants dans plusieurs maisons d’édition dont Les Écrits de Forges, les Éditions du Boréal, les Éditions en Marge, etc. Et elle a fait paraître ses textes dans des revues, dans des livres, au théâtre. Elle était membre de la Société des écrivains de la Mauricie et de la Société des écrivains québécois.

## Biographie
Paule Doyon (de son vrai nom Marie-Paule Savard), naît à Taschereau en Abitibi le 27 mai 1934. Elle grandit en Abitibi qui est alors en pleine période de colonisation pour donner suite au plan de retour à la terre des politiciens « qui permet l’occupation des espaces boisés entre l’Abitibi rural ».
Enfant, elle écrit en cachette de ses parents et cache ses textes sous son matelas et à l’adolescence, elle commence à composer des poèmes.
En 1954, toujours à Taschereau, elle épouse Henri Doyon, un conducteur de train qui joue du piano et de l’orgue dans ses temps libres et qui n’aime que la musique classique. Elle prend le patronyme de son mari, Doyon, comme c’était la coutume à l’époque. Trois ans plus tard, à l’âge de 22 ans, avec son mari et sa première fille Line, elle s’installe à Grand-Mère en Mauricie.
Entre 1959 et 1964, elle a quatre autres enfants, Carole, André, Johanne et Alain. Soutenu par son époux qui l’encourage à écrire, elle commence à présenter des textes à des concours au quotidien Le Nouvelliste : en décembre 1966, elle obtient le cinquième prix pour La sente de Bethléem, l’année suivante un troisième prix pour La mort du père Noël, entre autres. Elle soumet ses textes un peu partout, dont à Châtelaine, mais elle est toujours refusée. L’idée d’écrire pour les enfants lui vient de sa propre famille et dès 1971, elle se met à l’écriture pour enfants avec Comic et Alain — inspirée d’une aventure qui est arrivée à son fils Alain et son chien Comic— et Noirette — inspirée par une émission agricole qui parlait des vaches sacrées en Inde. Grâce à une annonce qu’elle a vue au Centre culturel de Shawinigan qui invitait les gens à soumettre des textes pour des livres pour enfants, elle envoie ses deux premiers contes qui sont acceptés et publiés aux Éditions Paulines, dans la série Contes du chalet bleu.
L’année suivante, elle publie un autre conte, Roussette et le magazine Châtelaine fait paraître ton texte : Le règne de Kuper : Kuper a tout résolu : problème de pollution, de maternité, de faim, de sommeil. Grâce à lui, l'homme échappe même à la mort… à condition qu'il soit capable d'un universel amour. Le règne de Kuper a été étudié dans les écoles secondaires tant au Québec qu’ailleurs.
En 1973, « elle remporte le concours national, dit concours Odette-Lebrun, avec un texte qui semble n’avoir pas été soumis préalablement au concours régional ».
Après avoir vécu vingt ans à Grand-Mère, elle déménage à La Tuque en 1974, l’année où elle publie son quatrième conte pour enfants Vagabond.
Rendue en Haute-Mauricie, elle continue son travail d’auteur jeunesse avec Apic et Nectarine en 1975, et en 1976, elle entreprend, toujours pour les enfants, la série Le Monde de Francis et Nathalie avec seize titres. La même année, elle remporte le concours de textes dramatiques organisé par le département des lettres de l’Université du Québec à Trois-Rivières (UQTR), dans la catégorie théâtre pour enfants avec Triste et le premier pour le théâtre radiophonique avec Roscoe. Elle publie en décembre de cette année-là, une nouvelle dans la revue Châtelaine. Puis, en 1977, elle s’attaque au roman avec Faut que je te parle d'Albert et présente une nouvelle Eugène Vittapattes. Elle publie aussi des livres pour les enfants de l’école primaire : Le Petit hiver et Pollu-ville, des légendes comme La légende du huard à collier blanc, La grand-mère de pierre et Windigo : légende amérindienne. Elle écrit plusieurs fois dans le journal Le Nouvelliste dans la section L’esprit du temps ou Votre opinion. Dans les années, elle retourne vivre à Grand-Mère et son amour de l’écriture l’amène à écrire deux recueils de poésie : Rire fauve (1983) et Éclats de paroles (1986).
Grâce à son imagination débordante, elle publie en 1985, un recueil de nouvelles fantastiques ayant été déjà publié dans certains journaux et revues : Rue de l'acacia et autres nouvelles : science-fiction. Son amour pour l’écriture jeunesse l’amène à créer une série de livres à dessiner comme La famille Oiseau : une invitation à lire et à dessiner, Le petit hippopotame : une invitation à lire et à dessiner et Les petits moineaux cheminots : une invitation à lire et à dessiner. En 1991, son nom apparaît dans Dictionnaire des écrivains de la Mauricie.
En 1992, elle publie son troisième recueil de poésie : 48 poses. Puis, l’année suivante, elle présente en novembre, Urgel, Éso et… eux aux éditions des Glanures, récit qui est un remaniement d’un feuilleton fantastique qui avait été d’un grand intérêt et qu’elle avait publié en 1980 dans Le Nouvelliste, sous le nom de La troublante histoire de Bastien.
En 1995, aux Écrits des Forges, elle écrit Les bruits de la terre. En 2001, elle regroupe quelques-unes de ses œuvres dans le recueil Contes et nouvelles et son nom paraît dans le Dictionnaire des poètes d’ici : de 1606 à nos jours, publié chez Guérin à Montréal. Puis, dans les années qui suivent, elle publie le roman La petite fille à la robe mauve pour lequel elle obtient le prix Art Excellence, Le bout du monde (l’histoire de sa famille en Abitibi), La fin des hommes (récit fantastique).

En 2008, elle répond à l’invitation du quotidien Le Nouvelliste de s’associer à un peintre pour écrire un poème de Noël original inspiré par une toile de Marjolaine Deschênes. Voici son poème : 
arbres maisons rues rutilent

de couleurs de lumières

transforment les villes

en feux d’artifice figés

sur la terre de neige

loin des églises muettes

vont les passants

anonymes sans visages

égrener la nuit de rires échevelés

perdu dans la mémoire du temps

repose le silence du sacré

sous des milliers d’étoiles

froides.
 En 2011, elle se mérite le Prix Adagio remis au Salon du livre de Trois-Rivières pour son œuvre.
En 2012, toujours active dans les dernières années de sa vie, elle présente son 17e recueil de poésie, Sur le fil de l'ombre, aux Écrits des Forges, un nouveau recueil de contes et nouvelles : Une histoire n'attend pas l'autre et Et si je suis un chat — La biographie d’un chat par lui-même.

## Carrière
Paule Doyon est une écrivaine qui s’est adonnée à plusieurs genres : jeunesse, nouvelle, conte, poésie, récit, roman, et théâtre. Comme auteure de contes pour enfants, Paule Doyon a fait le tour de plusieurs écoles au Québec, en Ontario, en Colombie-Britannique en Alberta, au Nouveau-Brunswick et en Nouvelle-Écosse. Elle a collaboré à plusieurs magazines, journaux et revues comme Le Nouvelliste, Châtelaine, Les Écrits du Canada français, Perspectives, L'Actualité, et Le Sabord. Elle a participé à de multiples rencontres dans différentes bibliothèques pour parler de son travail d’auteur. Elle a aussi animé des ateliers d’écriture poétique. Pendant sa carrière, elle a pris part à plusieurs salons du livre, à des conférences sur l’éducation, elle a même fait partie de jurys pour certains prix dont le Conseil des Arts du Canada. Elle a aussi participé à plusieurs éditions du Festival international de la poésie.
« Elle a été membre de la Société d'études et de conférences de 1970 à 1980 et de la Société des écrivains de la Mauricie de 1981 à 1987, ainsi que de l'Union des écrivaines et des écrivains québécois de 1985 à 2015 ».
Au cours de sa carrière, elle a publié en tout une soixantaine d'œuvres.
Elle est décédée à Grand-Mère le 2 novembre 2015.

## Prix et honneurs
- 1965 : prix du Nouvelliste pour un conte inédit.
- 1966 : cinquième prix pour La sente de Bethléem, concours du quotidien Le Nouvelliste.
- 1967 : troisième prix pour La mort du père Noël, concours du quotidien Le Nouvelliste.
- 1973 : prix de la Société d'études et de conférences pour son essai sur la littérature
- 1976 : premier prix du département des lettres de l’Université du Québec à Trois-Rivières (UQTR) pour la pièce de théâtre pour enfants Triste et premier prix pour la pièce de théâtre radiophonique “Roscoe”,
- 1979 : prix de l'Association France-Canada pour La Grand-Mère de pierre.
- 1997 : finaliste au prix Gérald Godin, Trois-Rivières, avec Faut que je te parle d'Albert[10]
- 2007 : prix Art Excellence de Culture Mauricie pour son roman La petite fille à la robe mauve[5].
- 2008 : finaliste au prix de poésie de Radio-Canada[10]
- 2011 : prix Adagio du Salon du livre de Trois-Rivières pour l'ensemble de son parcours[5].

## Publications
La liste ci-dessous n’est pas exhaustive. Elle est principalement tirée des sites des Archives Canada et de Bibliothèque et archives du Québec.

### Jeunesse

#### Contes
- 1971 : Noirette, Doyon, Paule ; Sherbrooke : Éditions Paulines, « Contes du chalet bleu », 1971, 14 p. ill. (en partie en couleur) 25 cm,  (ISBN 0888401175)
- 1971 : Comic et Alain, Doyon, Paule ; illustrations de Claire Duguay, Sherbrooke : Éditions Paulines, « Contes du chalet bleu », 1971, 14 p. ill. en couleur, 25 cm,  (ISBN 0888401205)
- 1972 : Roussette, Doyon, Paule ; Sherbrooke : Éditions Paulines, « Contes du chalet bleu », 1972, 14 p. ill. (en partie en couleur) 25 cm,  (ISBN 0888403437)
- 1974 : Vagabond, Doyon, Paule ; ill. Claire Duguay, Montréal : Éditions Paulines, 1974, 15 p. : ill. (en partie en couleur), 29 cm, note(s) : chats, ouvrages pour la jeunesse  (ISBN 0888404093)
- 1975 : Apic et Nectarine, Doyon, Paule ; ill. de Gabriel de Beney, Montréal : Éditions Paulines, « Collection Rêves d'or ». 1975, 15 p. : ill. (en partie en couleur), 29 cm, note(s) : abeille — ouvrages pour la jeunesse.  (ISBN 0888404115)
- 1977 : Eugène Vittapattes, Doyon, Paule ; ill. de Gabriel de Beney, Montréal : Éditions Paulines, (Sherbrooke : Impr. des Éditions Paulines), « Collection Boisjoli », 1977, 63 p. ill. ; 25 cm,  (ISBN 0888405855)
- 1981 : Pollu-ville, Doyon, Paule ; illustrations de Philippe Béha, Montréal : Éditions Projets, 1981 [216], 23 p. : en majeure partie. ill. (en partie en couleur), 18 × 21 cm, note(s) : lectures et morceaux choisis, livre de bibliothèque, 3e année francophone,  (ISBN 289038943X)
- 1981 : Le Petit hiver, Doyon, Paule ; illustrations de Jean-Christian Knaff, Montréal : Éditions Projets, « collection Coquelicot » ; 1981, 23 p. : en majeure partie ill. en couleur, 18 × 21 cm, note(s) : lectures et morceaux choisis, livre de bibliothèque, 3e année francophone,  (ISBN 2890389391)
- 1983 : La grand-mère de pierre, Doyon Paule ; illustrations Carole Doyon, Saint-Georges-de-Champlain : P. Doyon, 1983, 5 p. : ill. ; 21 cm,  (ISBN 2980022306)
- 1986 : Carl le petit pingouin, Doyon Paule ; illustrations de Carole Doyon, Sherbrooke : Éditions Naaman, 1986, 29 p. : ill. en couleur, 22 cm, note(s) : réimprimé en 2002 et 2005,  (ISBN 2890403939)
- 1992 : La légende du huard, Doyon, Paule ; Éditions La littérature pour l’oreille (cassette et livre), 1992.
- 1994 : Jacques et l’étrange, Doyon, Paule ; Éditions La littérature pour l’oreille (cassette et livre), 1994.
- 2005 : Les animaux qui pensent, (électronique), Doyon, Paule ; Grand-Mère : éditions Paule Doyon.

#### Série Lucie la petite chenille
- 2003 : Lucie la petite chenille, (roman) Doyon, Paule ; Lac-Beauport : Arion, « collection Ti-Loup », 2003, p. : ill. ; 22 cm, no 1,  (ISBN 2-921493-76-4)
- 2003 : Lucie alpiniste, (roman), Doyon, Paule ; Lac-Beauport : Arion, « collection Ti-Loup », 2003, p. : ill. ; 22 cm, no 2,  (ISBN 2-921493-77-2)

#### Série Le monde de Francis et Nathalie
- 1976 : Francis, Doyon, Paule ; dessins de Rachel Roy, Montréal : Éditions Paulines, (Sherbrooke : Impr. des Éditions Paulines), « collection Le monde de Francis et Nathalie », 1976, 14 p. : ill. (en partie en couleur), 21 cm, no 1,  (ISBN 088840543X)
- 1976 : Nathalie, Doyon, Paule ; dessins de Rachel Roy, Montréal : Éditions Paulines, (Sherbrooke : Impr. des Éditions Paulines). « collection Le monde de Francis et Nathalie », 1976, 14 p. : ill. (en partie en couleur), 21 cm, no 2,  (ISBN 0888405456)
- 1976 : Vri-Vri et Francis, Doyon, Paule ; dessins de Rachel Roy, Montréal : Éditions Paulines, (Sherbrooke : Impr. des Éditions Paulines), 1976, 14 p. : ill. (en partie en couleur), 21 cm, no 3,  (ISBN 0888405472)
- 1976 : Gris-Gris, le chat de Francis et Nathalie, Doyon, Paule ; dessins de Rachel Roy, Montréal : Éditions Paulines, (Sherbrooke : Impr. des Éditions Paulines), « collection Le monde de Francis et Nathalie », (Sherbrooke : Impr. des Éditions Paulines), 1976, 14 p. : ill. (en partie en couleur), 21 cm, no 4,  (ISBN 0888405499)
- 1976 : Gris-Gris joue un tour à Francis, Doyon, Paule ; dessins de Rachel Roy, Montréal : Éditions Paulines, (Sherbrooke : Impr. des Éditions Paulines), « collection Le monde de Francis et Nathalie », 1976, 14 p. : ill. (en partie en couleur), 21 cm, no 5,  (ISBN 0888405510)
- 1976 : Nathalie s'ennuie, Doyon, Paule ; dessins de Rachel Roy, Montréal : Éditions Paulines, (Sherbrooke : Impr. des Éditions Paulines), « collection Le monde de Francis et Nathalie », 1976,14 p. : ill. (en partie en couleur), 21 cm, no 6  (ISBN 0888405537)
- 1976 : Francis et Nathalie au supermarché́, Doyon, Paule ; dessins de Rachel Roy, Montréal : Éditions Paulines, (Sherbrooke : Impr. des Éditions Paulines), « collection Le monde de Francis et Nathalie », 1976, 14 p. : ill. (en partie en couleur), 21 cm, no 7,  (ISBN 0888405553)
- 1976 : Francis et Nathalie jouent au cow-boy, Doyon, Paule ; dessins de Rachel Roy, Montréal : Éditions Paulines, (Sherbrooke : Impr. des Éditions Paulines), « collection Le monde de Francis et Nathalie », 1976, 14 p. : ill. (en partie en couleur), 21 cm, no 8,  (ISBN 088840557X)
- 1978 : Francis et Nathalie au zoo, Doyon, Paule ; dessins de Rachel Roy, Montréal : Éditions Paulines, (Sherbrooke : Métrolitho inc.), « collection Le monde de Francis et Nathalie », 1978,14 p. : ill. (en partie en couleur), 21 cm, no 9,  (ISBN 0888406320)
- 1978 : Nathalie à la bibliothèque, Doyon, Paule ; dessins de Rachel Roy, Montréal : Éditions Paulines, (Sherbrooke : Métrolitho inc.), « collection Le monde de Francis et Nathalie », 1978, 14 p. : ill. (en partie en couleur), 21 cm, no 10,  (ISBN 0888406304)
- 1978 : Francis chez les Indiens, Doyon, Paule ; dessins de Rachel Roy, Montréal : Éditions Paulines, (Sherbrooke : Métrolitho inc.), « collection Le monde de Francis et Nathalie », 1978, 14 p. : ill. (en partie en couleur), 21 cm, no 11,  (ISBN 0888406363)
- 1978 : Nathalie aux bleuets, Doyon, Paule ; dessins de Rachel Roy, Montréal : Éditions Paulines, (Sherbrooke : Métrolitho inc.), « collection Le monde de Francis et Nathalie », 1978, 14 p. : ill. (en partie en couleur), 21 cm, no 12,  (ISBN 9780888406354)
- 1978 : Le mauvais pied, Doyon, Paule ; dessins de Rachel Roy, Montréal : Éditions Paulines, (Sherbrooke : Métrolitho inc.). « collection Le monde de Francis et Nathalie », 1978, 14 p. : ill. (en partie en couleur), 21 cm, no 13,  (ISBN 0888406428)
- 1978 : Nathalie fait du ski, Doyon, Paule ; dessins de Rachel Roy, Montréal : Éditions Paulines, 1978, (Sherbrooke : Métrolitho inc.), « collection Le monde de Francis et Nathalie », 14 p. : ill. (en partie en couleur), 21 cm, no 14,  (ISBN 088840641X)
- 1978 : Francis et Nathalie à la sucrerie, Doyon, Paule ; dessins de Rachel Roy, Montréal : Éditions Paulines, (Sherbrooke : Métrolitho inc.), « collection Le monde de Francis et Nathalie », 1978, 14 p. : ill. (en partie en couleur), 21 cm, no 15,  (ISBN 0888406444)
- 1978 : Un choix difficile pour Nathalie, texte de Paule Doyon ; dessins de Rachel Roy, Montréal : Éditions Paulines, « collection Le monde de Francis et Nathalie », 1978, 14 p. ill. (en partie en couleur), 21 cm, no 16,  (ISBN 088840638X)

#### Série André
- 2004 : André et la lune, Doyon, Paule ; ill. André Doyon, Grand-Mère (Québec) : Paule Doyon, 2004, 28 p. : ill. ; 21 cm, no 1
- 2004 : André polit les étoiles, Doyon, Paule ; ill. André Doyon, Grand-Mère (Québec) : Paule Doyon, 2004, 28 p. : ill. ; 21 cm, no 2
- 2004 : André rencontre Polo, Doyon, Paule ; ill. André Doyon, Grand-Mère (Québec) : Paule Doyon, 2004, 28 p. : ill. ; 21 cm, no 3
- 2004 : André et la vache de la lune, Doyon, Paule ; ill. André Doyon, Grand-Mère (Québec) : Paule Doyon, 2004, 28 p. : ill. ; 21 cm, no 4
- 2004 : André parle à Tycho, Doyon, Paule ; ill. André Doyon, Grand-Mère (Québec) : Paule Doyon, 2004, 28 p. : ill. ; 21 cm, no 5
- 2004 : André revient sur la Terre, Doyon, Paule ; ill. André Doyon, Grand-Mère (Québec) : Paule Doyon, 2004, 28 p. : ill. ; 21 cm, no 6

### Livre à dessiner
- 2000 : La famille Oiseau : une invitation à lire et à dessiner, Doyon, Paule ; Grand-Mère : P. Doyon, 2000, 20 p. ; 22 cm, note(s) : lectures et morceaux choisis (Enseignement primaire), dessin — Étude et enseignement (Primaire)  (ISBN 2-9800223-4-9)
- 2000 : Le petit hippopotame : une invitation à lire et à dessiner, Doyon, Paule ; Grand-Mère : P. Doyon, 2003, 20 p. ; 22 cm no 10, note(s) : lectures et morceaux choisis (Enseignement primaire), dessin,  (ISBN 2-9800223-1-4)
- 2000 : Les petits moineaux cheminots : une invitation à lire et à dessiner, Doyon, Paule ; Grand-Mère : P. Doyon, 2000 [10], 20 p. ; 22 cm, note(s) : lectures et morceaux choisis (Enseignement primaire), dessin,  (ISBN 2-9800223-5-7)
- 2000 : Lucie la petite chenille : une invitation à lire et à dessiner, Doyon, Paule ; Grand-Mère : P. Doyon, 2000, 21 p. ; 22 cm, note(s) : lectures et morceaux choisis (Enseignement primaire), dessin,  (ISBN 2-9800223-2-2)
- 2000 : Thirep-Thirep : une invitation à lire et à dessiner, Doyon, Paule ; Grand-Mère : P. Doyon, 2000, 20 p. ; 22 cm, note(s) : lectures et morceaux choisis (Enseignement primaire), dessin,  (ISBN 2-9800223-3-0)
- 2000 : Ti-Pin-Pin : une invitation à lire et à dessiner, Doyon, Paule ; Grand-Mère : P. Doyon, [2000] [10], 20 p. ; 22 cm, note(s) : lectures et morceaux choisis (Enseignement primaire), dessin,  (ISBN 2-9800223-6-5)

### Nouvelles
- 1973 : nouvelle de Paule Doyon parue dans les écrits du Canada français, no 37, septembre 1973. (Le devoir, 28 septembre 1974, p. 18. https : //numerique.banq.qc.ca/patrimoine/details/52327/2774842)
- 1985 : Rue de l'acacia et autres nouvelles (science-fiction), Doyon, Paule ; dessins par André Doyon, Sherbrooke : Éditions Naaman, (Sherbrooke : Impr. H.L.N.), « collection Création », 1985, 139 p. : ill. ; 22 cm, note(s) : des nouvelles ont paru dans certains journaux et revues,  (ISBN 2890403629)

- 2001 : Contes et nouvelles, Doyon Paule ; La Bibliothèque électronique du Québec, « Collection Littérature d’aujourd’hui », volume 74 : version 1.0 ; note(s) : contes déjà publiés ailleurs.

- 2007 : Dix petites maisons bizarres, (nouvelles fantastiques), Doyon, Paule ; Rosemère : Humanitas jeunesse, « Quête et enquête », 2007, 76 p. ; 19 cm, note(s) : pour les jeunes de 9 ans et plus  (ISBN 978-2-89396-294-8)
- 2012 : Une histoire n'attend pas l'autre, Doyon Paule ; La Bibliothèque électronique du Québec, 2012, note(s) : collage de textes déjà publiés ailleurs[13].

### Poésie
- 1983 : Rire fauve, (recueil) Doyon, Paule ; Trois-Rivières : Écrits des forges, 1983 (Trois-Rivières : Impr. Saint-Patrice, [1228], 48 p. ; 18 cm,  (ISBN 2890460495)
- 1985 : Éclats de paroles, (recueil) Doyon Paule ; Trois-Rivières : Écrits des Forges, 1985 (Trois-Rivières : Impr. St-Patrice, 57 p. ; 18 cm,  (ISBN 2890460711) Extrait : O tous ces mots aux ailes gelées coupant la soie des nuages ! Grosse encore de tous les anciens bruits dans les veines du silence. Je coule avec un soleil tout frais sur ma peau de métal.
- 1992 : 48 poses, (recueil) Doyon Paule ; Trois-Rivières : Écrits des Forges, 1992, 56 p. ; 21 cm,  (ISBN 2890462501)
- 1998 : Les bruits de la terre (1995), Trois-Rivières : Écrits des forges, 71 p. ; 21 cm,  (ISBN 2-89046-377-X)
- 1999 : Poésie pour enfants, Doyon Paule ; Grand-Mère (Québec) : Doyon Paule, 1999
- 2000 : Musiques blanches, (recueil) Doyon, Paule ; Trois-Rivières : Écrits des Forges, 2000, 48 p. ; 21 cm,  (ISBN 2-89046-568-3)
- 2003 : Carnet de l'univers : poésie du cosmos, Doyon Paule ; Saint-Jérôme : Éditions En marge, 2003, 49 p. : ill. ; 22 cm,  (ISBN 2-921818-34-5)
- 2003 : Ces voix du silence : poésie, Doyon Paule ; Saint-Jérôme : Éditions En marge, 2003, 58 p, 22 cm,  (ISBN 2-921818-37-X)
- 2003 : Les champs de l'être : poésie du cosmos, Doyon Paule ; Saint-Jérôme : Éditions En marge, 2003, 49 p. : ill. ; 22 cm,  (ISBN 2-921818-36-1)
- 2003 : Instants-songe : poésie du cosmos, Doyon Paule ; Saint-Jérôme : Éditions En Marge, 2003, 49 p. : ill. ; 22 cm,  (ISBN 2-921818-35-3)
- 2004 : Poésie en images, Doyon, Paule ; Saint-Jérôme : Éditions En marge, 2004 [98], 46 p. : ill. en couleur, 22 cm,  (ISBN 2-921818-45-0)
- 2006 : Par la fenêtre, je l'aperçois, elle attend, Doyon, Paule ; Trois-Rivières : Écrits des Forges, 2006, 55 p. ; 21 cm,  (ISBN 2-89046-964-6)
- 2012 : Sur le fil de l'ombre, Doyon Paule ; Trois-Rivières : Écrits des Forges, 2012, 53 p. ; 21 cm,  (ISBN 9782896452132)

### Romans
- Année inconnue : Thérèse T. Parodie des romans policiers, Doyon Paule ; Bibliothèque électronique du Québec, année de publication inconnue[14],
- 1984 : Windigo : légende amérindienne, Doyon, Paule ; Éd. originale, Sherbrooke : Éditions Naaman, 1984 ; réédition Saint-Jérôme : Éditions En marge, 2009, 60 p. ; 23 cm,  (ISBN 978-2-921818-58-2) -
- 1987 : Le bout du monde, Doyon Paule ; Montréal : Boréal, 1987, 188 p. ; 22 cm, note(s) : réédition en 2006, Montréal : Fides,  (ISBN 2890521877)
- 1993 : Urgel, Eso et... eux (récit fantastique), Doyon Paule ; avec la collaboration de Charles-Henri Doyon, Shawinigan : Glanures, 1993, 2009, 124 p. ; 23 cm, note(s) : réédition en 2009, Saint-Jérôme : Éditions En marge,  (ISBN 2-920764-20-9)
- 1996 : Faut que je te parle d'Albert (roman), Doyon Paule ; Montréal : Stanké, 1996 (Boucherville : Veilleux, à demande), 1977, 118 p. ; 18 cm,  (ISBN 2-7604-0545-1)
- 2004 : Le secret : roman fantastique, (roman fantastique), Doyon, Paule ; Lévis : Fondation littéraire Fleur de lys, 2004, 185 p. ; 23 cm,  (ISBN 2-89612-128-5)
- 2004 : La vie à petits pas : récit poétique, Doyon Paule ; Saint-Jérôme : Éditions En marge, édition originale 2004, 2e édition 2011, 81 p. ; 23 cm, note(s) : 2e édition en 2011,  (ISBN 2-921818-44-2)
- 2006 : La petite fille à la robe mauve (roman), Doyon, Paule ; Trois-Rivières : Éditions d'art Le Sabord, « Collection Rectoverso », 2006, 62 p. ; 18 cm, note(s) : Prix de littérature Clément-Morin, 2007,  (ISBN 978-2-922685-50-3)
- 2009 : La fin des hommes (roman fantastique), Doyon Paule ; dessins de Rachel Roy, Saint-Jérôme : Éditions En marge, 2009, 132 p. ; 23 cm,  (ISBN 978-2-921818-56-8)
- 2009 : La balançoire magique, (fantastique), Doyon Paule ; dessins, André́ Doyon, Saint-Jérôme] : Éditions En marge, 2009, 47 p. : ill. ; 23 cm,  (ISBN 978-2-921818-55-1)
- 2009 : Le livre M, (roman fantastique), Doyon, Paule ; Saint-Jérôme : Éditions En marge, 2009, 111 p. ; 23 cm,  (ISBN 978-2-921818-54-4)
- 2010 : L'histoire des trains et de leurs chemins de fer, Doyon, Paule ; Saint-Jérôme : Éditions En marge, [2010] [98], 144 p. : ill, 1 portrait ; 23 cm,  (ISBN 978-2-921818-59-9)
- 2011 : Le resto-rant, Doyon Paule ; La Bibliothèque électronique du Québec, « Collection Littérature d’aujourd’hui », volume 75 : version 1.0
- 2015 : Et je suis un chat (et deuxième partie : Charlotte), (roman), Doyon Paule; note(s) : la chatte qui voulait devenir humaine

### Théâtre
Voici quelques pièces de théâtre écrites par Paule Doyon : « Blanche-Neige, Les extras chiens, Le rêve de la souris, Le lapin vert pour marionnettes, À la recherche d’Alice, Le petit chaperon rouge et sa grand-mère dans la lune pour marionnettes, jouée, Léo l’orignal, Si le chapeau vous va, L’argent rend le monde fou».
- 1976 : Triste, pièce pour enfants qui a obtenu le premier prix du Département des lettres de l’Université du Québec à Trois-Rivières[15].
- 1976 : Roscoe, pièce radiophonique pour enfants qui a obtenu le premier prix du Département des lettres de l’Université du Québec à Trois-Rivières[15]
- 1990 : Burn-Out, pièce présentée à la Maison de la culture, Grand-Mère.
- 1991 : Visite de famille, pièce présentée à la Maison de la culture, Grand-Mère.

### Revues, journaux, périodiques
De nombreux poèmes, récits, nouvelles et contes ont été publiés dans plusieurs magazines, journaux et revues comme Nouvelliste, Perspectives, Châtelaine, Le Sabord, Montréal Matin, Passage, Actualité, et En Vrac.
- 1972 : Le règne de Kuper, nouvelle, parue dans Anthologie d’écrivains québécois, Fleur de lys et la revue Châtelaine.
- 1980 : L’étrange histoire de Bastien, roman-feuilleton, parue dans Le Nouvelliste.
- 1988 : Poèmes, Glaneurs d’étoiles, périodique, France.
- 1988 : Nouvelle policière, agenda du Salon du livre policier de Joliette.
- 1991 : Poème, Source, périodique, Belgique, 1991.
- 1991 : Poème, L’anthologie de la poésie des femmes au Québec des origines à nos jours, sous la direction de Nicole Brossard et Lisette Girouard, Éditions Remue-Ménage, 1991.
- 1992 : Le huard à collier blanc, légende, Le dictionnaire des écrivains de la Mauricie, de Réjean Bonenfant et Gérald Gaudet, 1991 ; Le bien public et Littérature de l’oreille.
- 1994 : Poèmes, International Poetry Review, périodique, numéro spécial sur les poètes québécois, 1994.
- 1996 : Poème, Le poème en revue, périodique, Estuaire, 1996.
- 1996 :  Le voyage absurde, nouvelle, Anthologie de la revue Arcade, 1996
- 2004 : Le procès, nouvelle, Écrits du Canada français.
- 2010 : CoopClark, Ontario, États-Unis.

## Disques optiques
- 2002 : Carl, le petit pingouin, Doyon, Paule ; images de Carole Doyon, Grand-Mère : P. Doyon, 2002, 1 disque optique : son, couleur, ; 12 cm, note(s) : histoires pour enfant,  (ISBN 2980739146)
- 2002 : Lucie, la petite chenille, Doyon, Paule ; images d’André Doyon, Grand-Mère : P. Doyon, 2002, 1 disque optique : son, couleur, ; 12 cm, note(s) : histoires pour enfant,  (ISBN 2980739162)
- 2002 : Tour de Lune, Doyon, Paule ; images d’André Doyon Grand-Mère : P. Doyon, 2002, 1 disque optique : couleur, ; 12 cm, 1. (ISBN 2980022373), 2. (ISBN 2980022381), 3.  (ISBN 2980739103), 4.  (ISBN 2980739111), 5.  (ISBN 298073912X), 6.  (ISBN 2980739138)